# Ференц Андрейш
Ференц Андрейш (на унгарски: Andreis Ferenc) е унгарски римокатолически духовник, прелат на Римокатолическата църква.

## Биография
Роден е в 1525 година. Андрейш е каноник в Егер и архидякон в Гьомьор при архиепископ Миклош Олах. От 3 март 1558 година е дворцов капелан в Пожон. На 18 април 1564 година става пробст във Фелхевиз. В 1568 година става архидякон в Ноград. На 20 юли 1571 година е назначен за титулярен скопски епископ и назначен за викарен епископ на Естергомската архиепархия.
Умира на 11 април 1591 година.